# Natación en los Juegos Olímpicos de Londres 2012 – 100 metros estilo pecho femenino
El evento de 100 metros estilo pecho femenino de natación olímpica en los Juegos Olímpicos de Londres 2012 tuvo lugar el 29 y 30 de julio en el  Centro Acuático de Londres.

## Récords
RM=Récord mundial
RO=Récord olímpico
RE=Récord europeo
Ningún récord

## Resultados

### Heats
| Rank | Heat | Línea | Nombre                  | Nacionalidad                  | Tiempo  | Notas |
| ---- | ---- | ----- | ----------------------- | ----------------------------- | ------- | ----- |
| 1    | 4    | 6     | Rūta Meilutytė          | Lituania (LTU)                | 1:05.56 | RN    |
| 2    | 6    | 4     | Rebecca Soni            | Estados Unidos (USA)          | 1:05.75 |       |
| 3    | 6    | 5     | Yulia Yefímova          | Rusia (RUS)                   | 1:06.51 |       |
| 4    | 5    | 4     | Breeja Larson           | Estados Unidos (USA)          | 1:06.58 |       |
| 5    | 4    | 4     | Leisel Jones            | Australia (AUS)               | 1:06.98 |       |
| 6    | 5    | 5     | Satomi Suzuki           | Japón (JPN)                   | 1:07.08 |       |
| 7    | 6    | 2     | Sarah Poewe             | Alemania (GER)                | 1:07.12 |       |
| 8    | 6    | 3     | Jennie Johansson        | Suecia (SWE)                  | 1:07.14 |       |
| 9    | 5    | 3     | Rikke Pedersen          | Dinamarca (DEN)               | 1:07.23 |       |
| 10   | 3    | 6     | Alia Atkinson           | Jamaica (JAM)                 | 1:07.39 |       |
| 11   | 4    | 5     | Leiston Pickett         | Australia (AUS)               | 1:07.41 |       |
| 12   | 3    | 2     | Suzaan van Biljon       | Sudáfrica (RSA)               | 1:07.54 |       |
| 13   | 4    | 1     | Zhao Jin                | República Popular China (CHN) | 1:07.68 |       |
| 14   | 4    | 2     | Mina Matsushima         | Japón (JPN)                   | 1:07.69 |       |
| 15   | 4    | 3     | Jillian Tyler           | Canadá (CAN)                  | 1:07.81 |       |
| 16   | 5    | 2     | Tera van Beilen         | Canadá (CAN)                  | 1:07.85 |       |
| 17   | 5    | 7     | Liu Xiaoyu              | República Popular China (CHN) | 1:07.99 |       |
| 18   | 3    | 3     | Sara El Bekri           | Marruecos (MAR)               | 1:08.21 |       |
| 19   | 5    | 1     | Joline Höstman          | Suecia (SWE)                  | 1:08.28 |       |
| 20   | 6    | 7     | Moniek Nijhuis          | Países Bajos (NED)            | 1:08.31 |       |
| 21   | 6    | 8     | Siobhan-Marie O'Connor  | Reino Unido (GBR)             | 1:08.32 |       |
| 22   | 5    | 6     | Caroline Ruhnau         | Alemania (GER)                | 1:08.43 |       |
| 23   | 6    | 6     | Daria Deeva             | Rusia (RUS)                   | 1:08.44 |       |
| 24   | 3    | 5     | Petra Chocova           | República Checa (CZE)         | 1:08.59 |       |
| 25   | 4    | 7     | Marina Garcia Urzainqui | España (ESP)                  | 1:08.64 |       |
| 26   | 4    | 8     | Sycerika McMahon        | Irlanda (IRL)                 | 1:08.80 |       |
| 27   | 3    | 4     | Michela Guzzetti        | Italia (ITA)                  | 1:08.83 |       |
| 28   | 5    | 8     | Kate Haywood            | Reino Unido (GBR)             | 1:09.22 |       |
| 29   | 3    | 1     | Dilara Buse Gunaydin    | Turquía (TUR)                 | 1:09.43 |       |
| 30   | 2    | 4     | Tjasa Vozel             | Eslovenia (SLO)               | 1:09.63 |       |
| 31   | 2    | 5     | Anna Sztankovics        | Hungría (HUN)                 | 1:09.65 |       |
| 32   | 2    | 6     | Fanny Babou             | Francia (FRA)                 | 1:09.76 |       |
| 33   | 3    | 7     | Kim Hye-Jin             | Corea del Sur (KOR)           | 1:09.79 |       |
| 34   | 2    | 3     | Jenna Laukkanen         | Finlandia (FIN)               | 1:09.92 |       |
| 35   | 2    | 2     | Ana Rodrigues           | Portugal (POR)                | 1:10.62 |       |
| 36   | 2    | 1     | Danielle Beaubrun       | Santa Lucía (LCA)             | 1:11.12 |       |
| 37   | 3    | 8     | Mariia Liver            | Ucrania (UKR)                 | 1:11.23 |       |
| 38   | 2    | 7     | Chen I-Chuan            | China Taipéi (TPE)            | 1:11.28 |       |
| 39   | 6    | 1     | Concepción Badillo Diaz | España (ESP)                  | 1:12.58 |       |
| 40   | 2    | 8     | Tatiana Chisca          | Moldavia (MDA)                | 1:13.30 |       |
| 41   | 1    | 4     | Ivana Ninkovic          | Bosnia y Herzegovina (BIH)    | 1:14.04 |       |
| 42   | 1    | 3     | Pilar Shimizu           | Guam (GUM)                    | 1:15.76 |       |
| 43   | 1    | 5     | Matelita Buadromo       | Fiyi (FIJ)                    | 1:16.33 |       |
| 44   | 1    | 6     | Oksana Hatamkhanova     | Azerbaiyán (AZE)              | 1:25.52 |       |
| 45   | 1    | 2     | Oyungerel Gantumur      | Mongolia (MGL)                | 1:27.17 |       |
| 46   | 1    | 7     | Dede Camara             | Guinea (GUI)                  | 1:38.54 |       |

### Semifinales

#### Semifinal 1
| Rank | Línea | Nombre            | Nacionalidad         | Tiempo  | Notas |
| ---- | ----- | ----------------- | -------------------- | ------- | ----- |
| 1    | 4     | Rebecca Soni      | Estados Unidos (USA) | 1:05.98 | Q     |
| 2    | 5     | Breeja Larson     | Estados Unidos (USA) | 1:06.70 | Q     |
| 3    | 3     | Satomi Suzuki     | Japón (JPN)          | 1:07.10 | Q     |
| 4    | 2     | Alia Atkinson     | Jamaica (JAM)        | 1:07.48 | Q     |
| 4    | 8     | Tera van Beilen   | Canadá (CAN)         | 1:07.48 |       |
| 6    | 6     | Jennie Johansson  | Suecia (SWE)         | 1:07.57 |       |
| 7    | 7     | Suzaan van Biljon | Sudáfrica (RSA)      | 1:07.68 |       |
| 8    | 1     | Mina Matsushima   | Japón (JPN)          | 1:08.26 |       |

#### Semifinal 2
| Rank | Línea | Nombre          | Nacionalidad                  | Tiempo  | Notas    |
| ---- | ----- | --------------- | ----------------------------- | ------- | -------- |
| 1    | 4     | Rūta Meilutytė  | Lituania (LTU)                | 1:05.21 | RN/RE, Q |
| 2    | 5     | Yulia Yefímova  | Rusia (RUS)                   | 1:06.57 | Q        |
| 3    | 3     | Leisel Jones    | Australia (AUS)               | 1:06.81 | Q        |
| 4    | 2     | Rikke Pedersen  | Dinamarca (DEN)               | 1:06.82 | Q        |
| 5    | 6     | Sarah Poewe     | Alemania (GER)                | 1:07.68 |          |
| 6    | 7     | Leiston Pickett | Australia (AUS)               | 1:07.74 |          |
| 7    | 8     | Jillian Tyler   | Canadá (CAN)                  | 1:07.87 |          |
| 8    | 1     | Zhao Jin        | República Popular China (CHN) | 1:07.97 |          |

#### Semifinal
| Rank | Línea | Nombre          | Nacionalidad  | Tiempo  | Notas |
| ---- | ----- | --------------- | ------------- | ------- | ----- |
| 1    | 5     | Alia Atkinson   | Jamaica (JAM) | 1:06.79 | Q     |
| 2    | 4     | Tera van Beilen | Canadá (CAN)  | 1:07.73 |       |

### Final
| Rank              | Línea | Nombre         | Nacionalidad         | Tiempo  | Notas |
| ----------------- | ----- | -------------- | -------------------- | ------- | ----- |
| Medalla de oro    | 4     | Rūta Meilutytė | Lituania (LTU)       | 1:05.47 |       |
| Medalla de plata  | 5     | Rebecca Soni   | Estados Unidos (USA) | 1:05.55 |       |
| Medalla de bronce | 1     | Satomi Suzuki  | Japón (JPN)          | 1:06.46 |       |
| 4                 | 8     | Alia Atkinson  | Jamaica (JAM)        | 1:06.93 |       |
| 5                 | 2     | Leisel Jones   | Australia (AUS)      | 1:06.95 |       |
| 6                 | 6     | Breeja Larson  | Estados Unidos (USA) | 1:06.96 | *     |
| 7                 | 3     | Yulia Yefímova | Rusia (RUS)          | 1:06.98 |       |
| 8                 | 7     | Rikke Pedersen | Dinamarca (DEN)      | 1:07.55 |       |

*Falsa partida, pero no fue descalificada debido a un error técnico.